# Löytyvallei
De Löytyvallei, Zweeds - Fins: Löytyvuoma, is een dal in het noorden van Zweden met veel moeras. Het ligt in de gemeente Pajala, dichtbij Finland en is naar de plaatselijke heuvelrug Löytyselkä genoemd. Het dal ligt ten westen van de heuvels, die het van het dal van de Muonio scheiden, de rivier op de grens met Finland. Er lag eerder een ondiepe poel in het dal, de Löytyjärvi, maar die is in de jaren 1930 in het moeras opgegaan. De Löytybeek begint in het moeras, in het noordwesten en in het centrale deel ervan.